# Трёльч, Эрнст
Эрнст Трёльч (нем. Ernst Troeltsch; 17 февраля 1865, Хаунштеттен, Пруссия — 1 февраля 1923, Берлин, Германия) — немецкий лютеранский теолог, философ культуры, политик.

## Биография
Родился 17 февраля 1865 года в Хаунштеттене.
Учился в Аугсбургском, Эрлангенском, Берлинском и Гёттингентском университетах.
В 1891 году становится приват-доцентом.
С 1892 года — ординарный профессор систематической теологии в Боннском и Гейдельбергском университетах.
В 1912 году избран членом-корреспондентом Прусской академии наук.
С 1915 года — ординарный профессор философии в Берлинском университете.
В 1919–1921 был членом прусского Учредительного земельного собрания от Немецкой демократической партии и занимал видный пост в министерстве культов Пруссии.

## Научная деятельность
Его работы являются синтезом теологии Альбрехта Ричла, социологической концепции Макса Вебера и неокантианства Баденской школы. Сочинение «Социальные учения христианских церквей» содержит плодотворные идеи в этой области. Разрабатывал понятие секты как творческого периода становления религиозной организации.
Изучением наследия Эрнста Трёльча занимается международное общество Ernst-Troeltsch-Gesellschaft, в которое входят теологи, религиоведы, культурологи, историки, философы и социологи.

## Научные труды
- Kritische Gesamtausgabe Ernst Troeltsch, herausgegeben von Christian Albrecht, Friedrich Wilhelm Graf, Volker Drehsen, Gangolf Hübinger und Trutz Rendtorff
- Friedemann Voigt (Hrsg.): Ernst Troeltsch Lesebuch. Ausgewählte Texte. UTB 2452. Mohr Siebeck, Tübingen 2003. — ISBN 3-8252-2452-X
- Ernst Troeltsch: Die Bedeutung des Protestantismus für die Entstehung der modernen Welt, Schutterwald/Baden 1997, ISBN 978-3-928640-28-2
- Ernst Troeltsch: Atheismus, Theologie und Christentum. Drei Aufsätze, Schutterwald/Baden 2000, ISBN 978-3-928640-57-2
- Ernst Troeltsch: Luther und die moderne Welt, Schutterwald/Baden 2000, ISBN 978-3-928640-63-3
- Ernst Troeltsch: Über historische und dogmatische Methode in der Theologie, in: ders., Gesammelte Schriften II, S. 729—753 (= Erstveröffentlichung 1898 in den «Studien des rheinischen Predigervereins»)

## Переводы на русский язык
- Трёльч Э. Историзм и его проблемы. Логическая проблема философии истории. / Э. Трельч, М: Юрист, 1994. — 719 c. — (Лики культуры).
- Трёльч Э. Метафизический и религиозный дух немецкой культуры // Культурология. XX век: Антология. — М.: Юрист, 1995. — С. 540. — 703 с. — (Лики культуры).
- Трёльч Э. Макс Вебер. Слово Прощания // Культурология. XX век: Антология. — М.: Юрист, 1995. — С. 604. — 703 с. — (Лики культуры).
- Трёльч Э. Церковь и секта // Религия и общество. Хрестоматия по социологии религии. /Сост. Гараджа В. И., Руткевич Е. Д. — М. :Аспект Пресс, 1996.
- Трёльч Э. Об историческом и догматическом методе в богословии // Сравнительное богословие: немецкий протестантизм XX века: Тексты с комментариями / сост., авт. введ. Кристоф Гестрих; пер., авт. вступ. статей К. И. Уколов. — М. : Изд-во ПСТГУ, 2009. c.21-45